# Haus Lancaster

Rote Rose von Lancaster, Symbol des Hauses Lancaster

Das Haus Lancaster ist eine Nebenlinie des Hauses Plantagenet und eine englische Königsdynastie.
John of Gaunt, 1. Duke of Lancaster, der Begründer der Linie, war der vierte Sohn König Edwards III. von England.
1399 gelangte mit Heinrich IV. der erste Lancaster auf den englischen Thron, nachdem er seinen Cousin Richard II. entmachtet hatte. Heinrichs IV. Regierungszeit ist geprägt von der schwierigen Machtbalance zwischen Königtum und den Lords der mächtigen Adelshäuser, die versuchten, über das Parlament zunehmend Einfluss auf die Regierung zu nehmen.
Sein Sohn und Nachfolger Heinrich V. hatte große Erfolge als Feldherr im Hundertjährigen Krieg gegen Frankreich und konnte für seinen Sohn Heinrich VI. erreichen, dass er als Thronfolger des französischen Königs anerkannt wurde. Diese Pläne verwirklichten sich aber nicht, weil die Engländer ihre Eroberungen in Frankreich bald verloren.
Beim Tod Heinrichs V. war sein Sohn minderjährig und den Regenten (den Brüdern des verstorbenen Königs) gelang es nicht, den Machtansprüchen der Hochadeligen entgegenzutreten. Es kam zum Bürgerkrieg, den sogenannten Rosenkriegen, in dem das Haus Lancaster mit dem Haus York mit wechselndem Erfolg um die Macht kämpfte. Dieser Krieg endete mit der Thronbesteigung Heinrichs VII., des ersten Königs aus dem Haus Tudor, der mütterlicherseits von den Beauforts, ebenfalls Nachkommen des John of Gaunt, abstammte.

## Familie
- John of Gaunt (1340–1399), Herzog von Lancaster und Aquitanien ⚭ 1359 Blanche of Lancaster (1345–1369)

1. Philippa (1360–1415), ⚭ Johann I. von Portugal (1357–1433)
2. John (1362–1365)
3. Elizabeth (1364–1425)
4. Edward (1365–1368)
5. John (1366–136x)
6. Henry IV. (1367–1413), König von England 1399 ⚭ 1380 Mary de Bohun (1369 † 1394)
1. Edward (1382 † 138x)
2. Blanche (1392–1409) ⚭ 1402 Ludwig III. von der Pfalz
3. Harry (Henry V.) (1386–1422), König von England 1413 ⚭ 1420 Katharina von Valois (1401–1437), Tochter Karls VI. von Frankreich, in 2. Ehe mit Owen Tudor verheiratet und Großmutter von Henry Tudor ab 1485 König von England
1. Henry VI. (1421–1471), König von England 1422 ⚭ 1445 Margarete von Anjou (1430–1482)
1. Edward (1453–1471), Fürst von Wales
4. Thomas (1388–1421), Duke of Clarence
5. John (1389–1435), Duke of Bedford
6. Humphrey (1390–1447), Duke of Gloucester
7. Philippa (1394–1430), ⚭ 1406 Erich VII. König von Dänemark, Schweden und Norwegen
7. Isabelle (1368–136x)
- Zweite Ehe mit Konstanze von Kastilien:

1. Catalina (Katharina) Plantagenet (1372–1418), heiratete König Heinrich III. von Kastilien (1379–1406)
2. John Plantagenet (1372–1375)
- Dritte Ehe mit seiner langjährigen Mätresse Catherine Swynford:

1. John Beaufort, 1. Earl of Somerset (1373–1410), heiratete Margaret Holland (1385–1429)
2. Henry Beaufort (1375–1447), Kardinal
3. Thomas Beaufort, 1. Duke of Exeter (1377–1426), heiratete Margaret Neville
4. Joan Beaufort, Countess of Westmorland (1379–1440), heiratete (1) Robert Ferres, Baron Ferres von Wemme († 1396); (2) Ralph Neville, Earl of Westmorland (1364–1425)
- Aus der Beziehung mit Marie de St. Hillaire stammt die Tochter

1. Blanche Plantagenet (1359–1388), die Thomas Morieux heiratete
Für den Stammbaum der Nachkommen aus John of Gaunts 3. Ehe siehe Beaufort (Adelsgeschlecht).